# Lenguas cahuapanas
Las lenguas cahuapananas o cahuapanas incluyen dos lenguas indígenas de la selva amazónica del norte del Perú, el shawi (o chayahuita) y el shiwilu (o jébero). Son habladas por más de 11 300 personas, principalmente shawi-parlantes, pues el shiwilu se encuentra en peligro de extinción.

## Clasificación
Las lenguas cahuapanas pueden clasificarse en dos grupos principales:
I. Shawi o chayahuita (balsapuertino, cahuapa, shawi, chayahuita, chayabita, chayawita, chayhuita, tshaahui, paranapura, shayabit). 6000 hablantes (1997); 11 400 (2000)
1. Dialecto chayahuita
2. Dialecto cahuapana
3. Maynas
II. Shiwilu o jébero (chébero, xébero, xíwila). 2300-3000 (1997); 2500 (2006)
Además de las anteriores en la literatura se mencionan otras variedades, por ejemplo, Loukotka (1968) menciona estras otras:
- Yamorai - hablado sobre el río Sillai en el Departamento de Loreto
- Ataguate - extinto de la misma región, hablada a lo largo del río Aipena y alrededor del lago Atagua (sin documentar).
- Pamdabegue - hablada en otro tiempo a lo largo de los ríos Aipena y Paranapura en el departamento de Loreto (sin documentar).
- Miguirá (shuensampi, miquirá, mikirá[6]) - extinto, hablada en otro tiempo en una única aldea, Maucallacta sobre el río Paranapura.

En cuanto a las relaciones externas, no está clara que relación pueda existir con otras lenguas de la región. Jorge A. Suárez propuso que las lenguas cahuapananas junto con las lenguas jivaroanas formarían la macrofamilia Jívaro-Cahuapana (o Hívaro-Kawapána), pero la evidencia en favor de esta hipótesis es escasa.

## Historia
Los chayahuitas fueron contactados por primera vez por los jesuitas. Los jéberos aceptaron la protección de las misiones después de 1638 cuando fueron atacados por los Maynas, un grupo jivaroano.

## Descripción lingüística
Estas lenguas están mal documentadas. A partir de un conjunto de frases compiladas por Instituto Lingüístico de Verano (1979) pueden entresacarse algunas características del shawi, y existe desde finales de la década de 1980 se han hecho trabajos adicionales, lo que ha permitido editar un nuevo diccionario (Hart, 1988) con un breve esbozo de gramática. García Tomás (1993–4) editó una colección de cuatro volúmenes de textos, testimonios, etc. 

### Comparación léxica
Los numerales en las lenguas cahuapanas son:
| GLOSA | Shiwilu o chayahuita    | Shawi o Jébero         | Cahuapana | PROTO- CAHUAPANO        |
| ----- | ----------------------- | ---------------------- | --------- | ----------------------- |
| '1'   | a'naʔ a'naraʔ           | alaʔ-saʔ               | ara       | *aˀlaʔ                  |
| '2'   | kahtuʔ ka̠tuʔ            | kahtuʔ-taʔ             | katu      | *kahtuʔ                 |
| '3'   | kara                    | kala                   | kara      | *kaɾa                   |
| '4'   | kahtapini ka̠htapini     | inkatuʔ                |           | *2x2                    |
| '5'   | a'natërapuʔ a'natëra̠puʔ | aleiʔteklun 'una mano' |           | *aˀlaʔ+te- ('una mano') |
| '6'   | (suhta)                 | (sukta)                |           | ?                       |
| '7'   | (kanchise)              | (kanchise)             |           | ?                       |
| '8'   | (puhsa)                 | (pusaka)               |           | ?                       |
| '9'   | (iskun)                 | (iskun)                |           | ?                       |
| '10'  | (shunka)                | (šunkaʔ)               |           | ?                       |
Los términos entre paréntesis son préstamos del quechua.

### Gramática
Los datos conocidos sugieren que las lenguas cahuapanas usan consistentemente un orden sintáctico OV (Objeto-Verbo).

## Vocabulario
Lista Swadesh de las lenguas cahuapanas según Valenzuela (2011):
| N.º | Español                 | Proto-Cahuapana    | Shiwilu o ebero                      | Shawi o chayahuita                      |
| --- | ----------------------- | ------------------ | ------------------------------------ | --------------------------------------- |
| 1   | yo, me, a mí            | *kʷa               | kʷa, -ku                             | ka, ku                                  |
| 2   | tú                      | *kɨma              | kənma                                | kɨma                                    |
| 3a  | nosotros (exclusivo)    | *k[u/i]ja          | kuða                                 | kija                                    |
| 3b  | nosotros (inclusivo)    | *k[ɨ/a]npu(ʔ)wa(ʔ) | kənmuʔwa                             | kanpuwa, kamuwa                         |
| 4   | este                    | *[a/i]suʔ          | asuʔ                                 | isuʔ                                    |
| 5   | él, ella                | *[na/i]na          | nana                                 | iná                                     |
| 6   | ¿quién?                 |                    | ðən                                  | intaʔ                                   |
| 7   | ¿qué?                   | *ma(ʔ)             | maʔnən                               | maʔtaʔ                                  |
| 8   | no                      | *kuʔ               | kuʔlaʔ                               | kuʔ                                     |
| 9a  | todos                   |                    | iɲəɾðapəɾ                            | kaʔipinan                               |
| 9b  | todo                    |                    | iɲə                                  | jaʔipiɾa                                |
| 10  | mucho                   | *na(ʔ)ku(n)        | nakusuʔ                              | naʔkun 'muchos'                         |
| 11  | uno                     | *a(ʔ)ɾaʔ           | alaʔsaʔ                              | aʔnaʔ                                   |
| 12  | dos                     | *katuʔ             | katuʔtaʔ                             | katuʔ                                   |
| 13  | grande                  |                    | aʔʎupi                               | panka                                   |
| 14  | largo                   |                    | ʃin                                  | napuɾupi                                |
| 15  | pequeño                 |                    | aʔməɾ                                | waʔwiʃin                                |
| 16  | mujer                   |                    | kuʔapəɾ                              | sanapi                                  |
| 17  | hombre, varón           |                    | ənmupinən                            | kɨmapi                                  |
| 18  | persona                 |                    | muðaʔ                                | pijapi                                  |
| 19  | pájaro                  |                    | ʃunpula                              | inaiɾa                                  |
| 20a | jaguar                  | *ni[ʔ]niʔ          | ɲiɲiʔ                                | niʔniʔ                                  |
| 20b | perro                   |                    | ɲiɲiʔwa                              | niʔniɾa                                 |
| 21  | piojo                   | *timɨn             | tʃimən                               | tɨmɨn                                   |
| 22  | árbol                   | *naɾa              | nala                                 | naɾa                                    |
| 23  | semilla, ojo            | *ɾaja              | laða                                 | -ɾaja 'cara, ojo, semilla'              |
| 24  | hoja                    |                    | lalumək                              | wɨɾun-                                  |
| 25  | raíz                    | *itɨk              | iɾək                                 | itɨʔ                                    |
| 26  | corteza                 |                    | tʃipiɾək                             | ʃaʔwɨtɨʔ                                |
| 27  | piel                    |                    | tʃipitək                             | ʃaʔwɨtɨʔ                                |
| 28  | carne                   |                    | tʃutʃu                               | nuʃa                                    |
| 29  | sangre                  |                    | uklaðək                              | wɨnaiʔ                                  |
| 30  | hueso                   | *ɾans[i/ɨ]ʔ        | lansiʔ                               | nansɨʔ                                  |
| 31  | grasa                   | *ija               | ija-                                 | ija- 'freír'                            |
| 32  | fuego                   | *pɨn               | pən                                  | pɨn                                     |
| 33  | huevo                   | *kajuʔ             | kaðuʔ                                | kajuʔ                                   |
| 34  | sangre                  |                    | wiʔwək                               | pumun                                   |
| 35  | hueso                   |                    | ʎintək                               | winan                                   |
| 36  | pluma                   | *anpuɾuʔ           | anpuluʔ                              | anpuɾuʔ                                 |
| 37  | pez                     | *sami              | saməɾ                                | sami                                    |
| 38  | pelo                    | *ain(tɨk)          | əntʃək                               | ain                                     |
| 39  | cabeza                  | *mutuʔ             | mutuʔ                                | mutuʔ                                   |
| 40  | oreja                   | *w[i(ʔ)/ɨ]ɾatɨk    | wiʔwək                               | wɨɾatɨʔ                                 |
| 41  | ojo                     | *ja(ʔ)pi           | ðapi- 'doler el ojo'                 | jaʔpiɾa                                 |
| 41b | ojo, cara               |                    | laða                                 | -ɾaja (clasificador)                    |
| 42  | uña                     | *tuʔtɨ(k)ɾa        | tuʔtəkla                             | tuʔtɨɾatɨʔ                              |
| 43  | respirar                | *n[i/ɨ]tɨk         | nəʔttʃək (< nəɾ + -tək)              | nitɨʔ                                   |
| 44  | boca                    | *ɾaʔɾa[ʔ/n]        | laʔlaʔ                               | nanan                                   |
| 45  | diente                  | *ɾatɨk             | latək                                | natiʔ                                   |
| 46  | lengua                  | *ninɨkɾa           | ɲinəkla                              | nɨnɨɾa                                  |
| 47  | pie                     | *ɾantɨk            | lantək                               | nantɨʔ                                  |
| 48  | rodilla                 | *tutuʔtu[ʔ]pi      | tuʔtuʔpi                             | tuʔtupitɨʔ                              |
| 49  | mano                    |                    | itəkla                               | imiɾa                                   |
| 50  | barriga                 | *juʔ               | məɾpi; ikəɾ-ðu(ʔ) 'doler la baɾɾiga' | juʔnau                                  |
| 51  | cuello                  | *kuɾupi            | kulupi 'manzana de Adán'             | kunupi                                  |
| 52  | seno                    |                    | muðin                                | ʃuʔʃu                                   |
| 53  | corazón                 | *jinɾupi           | ðinlupi                              | ninupi                                  |
| 54  | hígado                  | *kankan            | kankan                               | kankan                                  |
| 55  | beber                   | *uʔu-              | u-                                   | uʔu                                     |
| 56  | comer                   | *kaʔ               | kaʔ-                                 | kaʔ                                     |
| 57  | morder                  | *kitɨ(k)           | kitək-                               | kɨtɨ-                                   |
| 58  | ver                     | *ɾiʔ               | ʎiʔ-                                 | niʔ-                                    |
| 59  | oír                     |                    | lawək-                               | natan-                                  |
| 60  | saber                   |                    | ɲintʃi- 'aprender'                   | nitotɨ-                                 |
| 61  | dormir                  | *w[i/ɨ]C(ʔ)        | witʃiʔ-                              | wɨʔɨ-                                   |
| 62  | morir                   | *timin             | tʃimin-                              | tʃimin-                                 |
| 63  | matar                   |                    | ðiʔ-                                 | tɨpa-                                   |
| 64  | nadar                   | *(i)jun            | iðun-                                | jun-                                    |
| 65  | volar                   | *pɨn               | pənnuʔ-                              | pɨn-                                    |
| 66  | ir                      | *paʔ               | paʔ-                                 | paʔ-                                    |
| 67  | venir                   | *wɨ(k)             | wək-                                 | wɨ-                                     |
| 68  | estar echado, echarse   |                    | pəkkwaʔ-                             | kɨwɨn- 'echarse'                        |
| 69  | estar sentado, sentarse |                    | ðuʔ-                                 | wɨnsɨ-                                  |
| 70  | estar parado            | *wani              | wanəɾ-                               | wani-                                   |
| 71  | dar                     |                    | ənkaʔ-                               | kɨtɨ-                                   |
| 72  | decir                   | *it(ɨ/u)           | (i)ɾ-                                | itɨ- 'dice'                             |
| 73  | sol                     |                    | kəkki                                | piʔi                                    |
| 74  | luna                    | *juki              | ðukəɾ                                | juki                                    |
| 75  | estrella                | *ta(n)juɾa         | tanðula                              | tajuɾa                                  |
| 76  | agua                    |                    | ðək                                  | iʔʃa, tɨʔkɨin 'río'                     |
| 77  | lluvia                  | *uʔɾan             | uʔlan                                | uʔnan                                   |
| 78  | piedra                  | *ɾaʔpi             | laʔpi                                | naʔpi                                   |
| 79  | arena                   |                    | ðəʎuʔtɨk, kaʎiluʔ                    | inutɨʔ                                  |
| 80  | tierra                  | *ɾu(ʔ)paʔ          | lupaʔ                                | nuʔpaʔ                                  |
| 81  | nube                    |                    | ðinpanluʔtək                         | wiɾiɾuʔtɨ, jaɾaɾuʔtɨ, piʔiɾutɨ, ʃituɾuʔ |
| 82  | humo                    |                    | kəʎu                                 | kunaiʔ                                  |
| 83  | ceniza                  | *jaɾuʔ             | pənðaluʔ                             | januʔ                                   |
| 84  | quemar(se)              | *w[i/ɨ](ʔ)ki       | wəʔkəɾ-                              | wiki-                                   |
| 85  | camino                  |                    | intʃilala                            | iɾa                                     |
| 86a | cerro                   | *mutupi            | mutupi                               | mutupi                                  |
| 86b | selva                   | *tanan             | tanan                                | tanan                                   |
| 87  | rojo                    |                    | pipəɾ                                | kɨwan                                   |
| 88  | verde                   |                    | wawa 'una fruta', aðawaʔ 'opaco'     | kanuɾa                                  |
| 89  | amarillo                | *ʃaʔpi(ʔ)          | ʃaʔpiʔ                               | ʃaʔpitun                                |
| 90  | blanco                  |                    | ðaða                                 | wiɾitun                                 |
| 91  | negro                   |                    | kəɾ                                  | jaɾatun                                 |
| 92  | noche                   |                    | kasisəɾ 'oscuro'                     | taʃiʔ                                   |
| 93  | gusano                  | *kuwi(ʔ)           | kuweɾ 'lombriz'                      | kuwiʔ                                   |
| 94  | frío                    |                    | sanək                                | sɨwɨn                                   |
| 95  | lleno                   |                    | muɾ                                  | mɨntaʃa, mɨnta- 'estar lleno'           |
| 96  | nuevo                   | *na                | nalu                                 | naʃa                                    |
| 97  | bueno                   |                    | mukankan, uʔtʃimu 'bonito'           | nuja                                    |
| 98  | redondo                 |                    | munkun                               | putʃin jaʔnuɾinsuʔ, tawiʃi              |
| 99  | seco                    |                    | ən- 'estar seco'                     | jakɨn                                   |
| 100 | nombre                  | *ɾiɾin             | ʎi(n)ʎin                             | ninin                                   |